# 新井田街道
新井田街道（にいだかいどう）とは、青森県八戸市と岩手県九戸郡洋野町を結ぶ街道。別称　浜街道（はまかいどう）。

## 概要
藩政時代、八戸城下から新井田（八戸市）を経由して、九戸郡種市村へ至る八戸藩の脇街道。

## 宿場・伝馬継所
- 八戸城下
- 新井田
- 道仏
- 種市

## 参考資料
- 青森県史編さん近世部会『青森県史 資料編 近世篇 5 南部２ 八戸藩』青森県、2011年3月31日。
- 「角川日本地名大辞典」編纂委員会『角川日本地名大辞典 2 青森県』角川書店、1985年12月1日。ISBN 4040010205。
- （有）平凡社地方資料センター『日本歴史地名大系 第2巻 青森県の地名』平凡社、1982年7月10日。ISBN 4-582-91021-1。
- 木村　礎、藤野　保、村上　直『藩史大辞典　第1巻　北海道・東北編』雄山閣、2002年4月15日。ISBN 4-639-10033-7。